# Cui Jie
Cui Jie (chinesisch 崔杰, Pinyin Cuī Jié; * 24. Januar 1998 in Peking) ist ein chinesischer Tennisspieler.

## Karriere
Zwischen 2013 und 2016 spielte Cui auf der ITF Junior Tour. An Grand-Slam-Turnieren nahm er nicht teil, die meisten seiner Punkte erspielte er sich bei unterklassigen Turnieren der Junioren. In der Junioren-Rangliste erreichte er Platz 139 im Januar 2016.
Bei den Profis spielte Cui ab 2016, als er erste Punkte für die Weltrangliste sammeln konnte. 2018 erzielte er erste Erfolge. Im Einzel und Doppel erreichte er jeweils einmal das Finale auf der drittklassigen ITF Future Tour, wodurch er sich erstmals in den Top 1000 der Welt platzierte. 2019 folgte im Einzel seine zweite Finalteilnahme, die ihn das Jahr auf Rang 568 beenden ließ, sein Rekord bis dato. Infolge der COVID-19-Pandemie spielte Cui zwischen 2020 und Mitte 2022 keine Turniere. Bei seiner Rückkehr verlor er auch sein drittes Future-Finale. 2023 gelang Cui eine Leistungssteigerung. Anfang des Jahres wurde er erstmals für die chinesische Davis-Cup-Mannschaft berücksichtigt und verlor dort bei seinem Debüt gegen Thiago Monteiro und auch das anschließende Doppel. Im Jahresverlauf zog er dann in drei Future-Finals ein, von denen er eines auch für sich entschied. Im Doppel kam er zu seinen ersten drei Titeln, sodass er in beiden Ranglisten auf sein Karrierehoch kurz vor den Top 500 kletterte. Dank einiger Wildcards kam Cui in seiner Heimat zu Turniereinsätzen auf der Challenger und ATP Tour. Im Einzel verlor er bei seiner Premiere in Chengdu gegen Juan Pablo Varillas. An der Seite von Wang Aoran ereilte ihn dasselbe Schicksal sowohl in Chengdu als auch in Peking.